# Ласно је научити, него је мука одучити
„Ласно је научити, него је мука одучити” је југословенска телевизијска серија снимана од 1977. до 1981. године у продукцији Редакције Школског програма Телевизије Београд а приказивана у четири циклуса и 47 епизода, од 12. септембра 1977. до 27. априла 1981. године.

## Улоге
| Глумац            | Улога                                        |
| ----------------- | -------------------------------------------- |
| Петар Краљ        | (1 еп. 1980)                                 |
| Живка Матић       | (1 еп. 1980)                                 |
| Љиљана Седлар     | (1 еп. 1980)                                 |
| Јелица Сретеновић | (1 еп. 1980)                                 |
| Васил Хаџиманов   | Певач (1978-1981) (непознат број епизода)    |
| Сенка Велетанлић  | Певачица (1978-1981) (непознат број епизода) |
| Иван Клеменц      | (непознат број епизода)                      |
| Раде Марковић     | (непознат број епизода)                      |
| Феђа Стојановић   | (непознат број епизода)                      |

Комплетна ТВ екипа ▼
| Редитељ              | Петар Теслић       | (1 еп. 1980)            |
| Редитељ              | Драгомир Зупанц    | (непознат број епизода) |
| Сценариста           | Владимир Андрић    | (1 еп. 1980)            |
| Сценариста           | Мирјана Стефановић | (1 еп. 1980)            |
| Сценариста           | Драгомир Брајковић | (непознат број епизода) |
| Сценариста           | Весна Јанковић     | (непознат број епизода) |
| Композитор           | Душан Каруовић     | (непознат број епизода) |
| Директор фотографије | Велибор Андрејевић | (непознат број епизода) |
| Сценограф            | Бранко Комадина    | (непознат број епизода) |